# 藤棚
藤棚（ふじだな）は、つる植物であるフジを栽培するために設けられる棚。つる植物をからませて日陰をつくるパーゴラ（本来はラテン語でぶどう棚の意）の一種としても用いられる。なお、公園施設としての「パーゴラ」には、つる植物を誘引するものと、つる性植物を伴わないものがある。

## 概要
フジは美しい花穂を鑑賞するために棚仕立てにされることが多い（他に盆栽仕立てもある）。フジ棚、ブドウ棚、ヘチマ棚など、棚状あるいはアーチ状に植物を仕立てるものを棚物という。
藤棚は植栽基盤となる設備で、成長に従って幹は太くなり、栄養分や水分をそこから吸収するため十分な設備を必要とする。藤棚には一般的にヤマフジの株に花穂が長く伸びるフジ（ノダフジ）を接ぎ木しているものを用いる。公園施設等の藤棚は下を人が歩き回り、特に学校などでは踏み固めが進行して根の吸水と呼吸を阻害することがあるため、土中に空気を送り込むエアレーションを行ったり、目地を開けて敷石を敷いたりすることが行われる。

## 藤棚で知られる施設
あしかがフラワーパーク（栃木県足利市）
天然記念物に指定されている樹齢160年以上の「大藤棚」がある。
ふじ通り（埼玉県春日部市）
フジは春日部市の市の花で、ふじ通りには街路樹としては日本一長い藤棚（1,060m、51棚）がある。
平等院（京都府宇治市）
境内に樹齢300年、400平方メートルの藤棚がある。
リフレッシュエリアみやまの里森林公園（和歌山県日高川町）
日本一長い藤棚ロード（1,646m）があることで知られる。